# هاولین ولف
چستر آرتور برنت (به انگلیسی: Chester Arthur Burnett) مشهور به هاولین ولف (انگلیسی: Howlin' Wolf; ۱۰ ژوئن ۱۹۱۰ – ۱۰ ژانویهٔ ۱۹۷۶) خواننده، گیتارنواز و نوازنده سازدهنی مشهور سبک شیکاگو بلوز برخاسته از می‌سی‌سی‌پی ایالات متحده آمریکا بود که چندین ترانه از او به استانداردهای بلوز و بلوز راک بدل شده‌اند.
مجلهٔ رولینگ استون سال ۲۰۰۴ او را در رتبهٔ ۵۱ از «۱۰۰ هنرمند برتر تاریخ موسیقی» جای داد.